# WWE Intercontinental Championship
Ne pas confondre avec le WWE Women's Intercontinental Championship.
Le WWE Intercontinental Championship (que l'on peut traduire par championnat Intercontinental de la WWE) est un championnat de catch utilisé par la World Wrestling Entertainment (WWE) et créé en 1979.
Le champion actuel est Dominik Mysterio, qui en est à son premier règne. Il a remporté le titre en battant Penta, Finn Bálor et l'ancien champion Bron Breakker dans un match Fatal 4-Way, le 20 mai 2025 à WrestleMania 41.

## Histoire

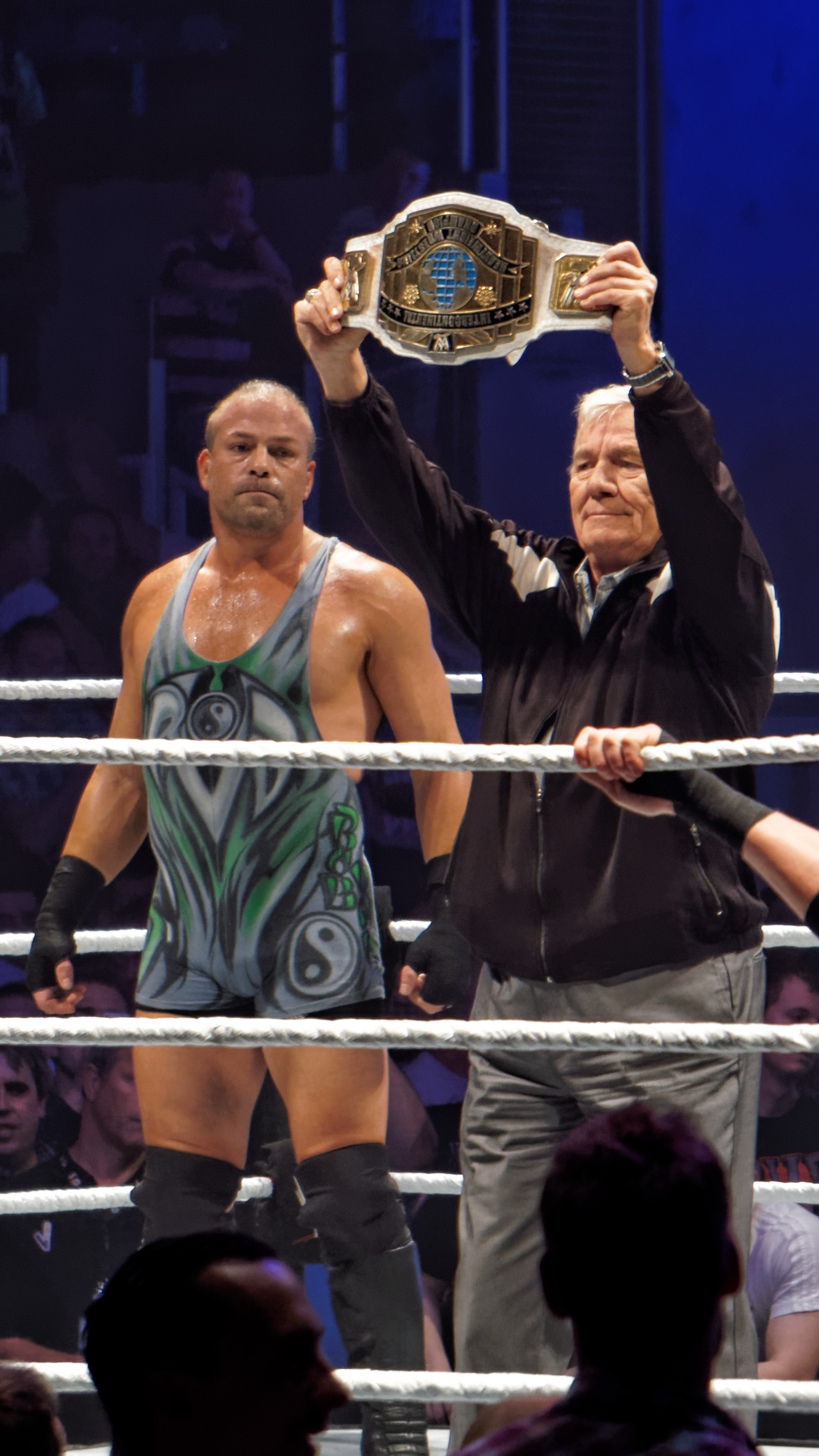
Pat Patterson (à droite) est le premier champion intercontinental de la WWF.

À la fin des années 1970, Vince McMahon, Sr. fait venir Ted DiBiase, Sr. et décide de faire de lui le premier champion poids lourd d'Amérique du Nord de la World Wrestling Federation (WWF) dès son arrivée. McMahon souhaite avoir un championnat différent mais découvre que d'autres fédérations ont leur propre championnat poids lourd d'Amérique du Nord. DiBiase perd son titre face à Pat Patterson et ce dernier cesse d'être reconnu comme étant le champion d'Amérique du Nord pour être le champion intercontinental. McMahon va d'ailleurs jusqu'à le présenter comme étant le vainqueur d'un tournoi* à Rio de Janeiro où il bat Johnny Rodz (en) en finale pour unifier champion poids lourd d'Amérique du Nord et le championnat poids lourd d'Amérique du Sud de la WWF,.
*Le "tournoi" en question n'a jamais eu lieu en réalité. C'était une raison utilisé par les scripteurs de l'époque afin de justifier à l'auditoire que Patterson est le détenteur de la nouvelle ceinture.
Fin 1980, Pedro Morales devient le premier catcheur Triple Crown Champion en ayant détenu au cours de sa carrière le championnat du monde poids lourd de la WWWF, le championnat du monde par équipes avec Bob Backlund et enfin le championnat intercontinental,. Morales est aussi le premier catcheur à avoir perdu puis regagné ce titre en 1981. Dans la deuxième moitié des années 1980, Randy Savage devient le premier catcheur à devenir champion intercontinental puis champion du monde poids lourd de la WWF. Durant cette période, The Honky Tonk Man a quant à lui le plus long règne en détenant ce titre pendant 1 an, 2 mois et 27 jours,.
Au début des années 1990, The Ultimate Warrior unifie brièvement le championnat intercontinental qu'il détient avec le championnat du monde poids lourd de la WWF d'Hulk Hogan le 1er avril 1990 à WrestleMania VI. Peu de temps après ce combat, la WWF rend vacant le titre intercontinental. Dans la foulée, la WWF organise un tournoi pour désigner le nouveau champion qui voit la victoire de Mr. Perfect sur Tito Santana en finale.
En mars 2001, la World Wrestling Federation rachetait la World Championship Wrestling. Peu de temps après, l'Invasion se déroulait dans laquelle The Alliance a fini par se faire démanteler. Aux Survivor Series 2001, le titre était unifié avec le WCW United States Championship. Le Champion US Edge, battait le Champion Intercontinental, Test, le titre US devenait ainsi par la suite inactif et remplacé par le titre Inter heavyweight.
Après le changement de nom WWF/WWE en 2002, le titre était renommé WWE Intercontinental Championship. Il était ensuite unifié avec le WWE European Championship dans un match de l'échelle le 22 juillet, et le WWE Hardcore Championship le 26 août. Le Champion Intercontinental, Rob Van Dam, battait le Champion Européen, Jeff Hardy, et le Champion Hardcore, Tommy Dreamer,. À la suite de cela, Rob Van Dam était nommé comme le dernier Champion Européen et Hardcore,. Par la suite à No Mercy 2002, il était unifié avec le World Heavyweight Championship. Le World Heavyweight Champion, Triple H, battait le Champion Intercontinental, Kane, rendant le titre Intercontinental inactif. Cependant, en mai 2003, le titre était réactivé par le co-General Manager de RAW, Stone Cold Steve Austin, devenant le titre secondaire de la division RAW. Peu de temps après, le titre WCW United States Championship était lui aussi réactivé en tant que WWE United States Championship pour la division SmackDown, devenant ainsi l'équivalent du titre dans l'autre division. Lors du WWE Draft 2009, le champion Rey Mysterio est drafté à SmackDown avec sa ceinture.
À WWE Hell In A Cell 2011, le champion Cody Rhodes met la ceinture dans un sac en papier et nous fait découvrir l'ancienne forme de l'Intercontinental Championship (de l'époque de Bret Hart, Steve Austin et Shawn Michaels).
Plus tard en 2012, le WWE Intercontinental Championship revient à Raw avec la victoire de The Miz sur le champion Chrisitan au 1000e RAW.
Lors de Raw du 31 décembre, le titre Intercontinental revient à Smackdown après la victoire de Wade Barrett sur Kofi Kingston. The Miz bat Wade Barrett à WrestleMania 29 et le WWE Intercontinental Championship revient à Raw. Wade Barrett récupère le titre le lendemain à Raw et il revient donc à Smackdown. Curtis Axel ayant remporté la ceinture, le titre revient à nouveau à RAW.
Lors du second WWE Brand Extension, le Intercontinental champion The Miz est affecté à Smackdown Live. Le 10 avril 2017, lors du Superstar Shake-up, le titre redevient exclusif à RAW après le transfert de Dean Ambrose.
Lors du Superstar Shake UP de 2019 le Titre retourne a Smackdown avec le draft de Finn Bálor.

## Évolution du design de la ceinture
La ceinture originelle utilisée par Pat Patterson est en cuir  rouge ornée de plaque métallique où on peut voir des catcheurs effectuer des prises. En 1984, la ceinture change pour être en cuir vert toujours recouvert de plaque métallique où  des catcheurs s'affrontent. Deux ans plus tard, la ceinture devient noir avec une plaque centrale avec un planisphère pour montrer la dimension intercontinentale de ce championnat. Cette ceinture est fabriquée par Reggie Parks qui est réputé pour le design de ceinture de champion de catch. Le design des plaques n'évolue plus pendant de nombreuses années mais la ceinture de temps à autre en fonction des besoins de la WWF. Ainsi quand The Ultimate Warrior remporte le championnat intercontinental, il utilise une ceinture en cuir jaune, Shawn Michaels a lui arboré une ceinture bleue puis blanche et Goldust une ceinture dorée.